# تهاني راشد
تهاني راشد (2 فبراير 1940-)، ممثلة مصرية.

## حياتها
تخرجت في كلية الآداب جامعة القاهرة قسم اللغة الإنجليزية، أبنة الطبيب حسن حسنى رشاد. ثم اكتشفها للسينما بعد أن نشرت إحدى المجلات صورة حيث اختارها محمد كريم في دور صغير في فيلم دليلة. ثم أنقطعت لكى تعود في فيلم جميلة. وكان عاطف سالم هو الذي جعل اسمها يلمع في أحنا التلامذة وصراع في النيل. ركزت نشاطها في التليفزيون ومن أشهر أعمالها الأخيرة. رأفت الهجان، التوأم، بنات أفكاري. تزوجت من المخرج الراحل يحيى العلمي الذي أشركها معه في مسلسلاته. لكنها لم تعمل معه في أفلامه دورها في هدى ومعالى الوزير من أهم ادوارها.

## أعمالها الفنية

### أفلام
| - خيال العاشق:1997-أم إلهام - أرض الأحلام:1993-نادية - اللقاء الدامي:1992-دولت - نساء صعاليك:1991-إيفا - شقة الأستاذ عليوة:1989 - حكاية تو:1989-درية - المجنون:1988-ليلى - ملابس الحداد الحمراء: 1988 | - سكة سفر:1987-نواعم أم فاطمة زوجة سلامة الأولى - غابة من الرجال:1987-فاتن إسماعيل السلحدار - اثنين علي الهوا:1984-عليّة - موت أميرة:1980-مدام قطاجي - ولا عزاء للسيدات:1979-زوجة محمود بدر - رحلة النسيان:1978-فاطمة | - الخدعة الخفية:1975-مدام عصمت - إحنا التلامذة:1959-فاطمة - إسماعيل يس بوليس سري:1959-وزة بنت خال اسمعيل - صراع في النيل:1959-ورد خطيبة محسّب - جميلة:1958-المجاهدة أمينة - دليلة:1956-احدى صديقات عنايات |

### مسلسلات
| - ولاد تسعة:2017-يُسرية هانم \ضيفة شرف - طاقة نور:2017-زوجة دانيال ضيفة شرف - الحلال:2017-ضيفة شرف - حكايات بنات (ج3):2017-ضيفة شرف - البارون:2017-ضيفة شرف - البيوت أسرار:2015-ناهد - المرافعة:2014-روح خالة جليلة - السيدة الأولى:2014-جدة مريم - لحظات حرجة (ج3):2012-مريضة - فيرتيجو:2012-أم عمر - كاريوكا:2012-الجدة - نعم مازلت آنسة: 2010 - بيت العيلة (ج2):2010-ضيفة شرف - قضية صفية:2010-ضيف شرف | - الرحايا حجر القلوب:2009-زوجة أبو زكرى - ليالي:2009-اعتدال - أنا قلبي دليلي:2009-أم أنور وجدي - خاص جدا:2009-علية - هيمه أيام الضحك والدموع:2008-زوجة سعيد عم إبراهيم - شرف فتح الباب:2008-أم مديحة ضيفة شرف - المصراوية (ج1، 2):2007، 2009-روضة - أحلام في البوابة:2005-ضيفة الحلقات - قلبي يناديك:2004-والدة خيري - مصر الجديدة:2004-زوجة أبو هدى شعراوي ضيفة شرف - الفتح المبين:2000-خارجة - عائلة شمس:1999-كريمة المرسى - بدارة:1999-فرنسا | - رياح الشرق:1998-الملكة إيزابيلا - السيرة الهلالية (ج1، 2، 3):1997، 1998، 2001-سعيدة ضيفة الحلقات - مرفوع مؤقتا من الخدمة:1997-جواهر - زيزينيا (ج1، 2):1997، 2000-نادرة هانم - يوميات ونيس:1996-أنس الوجود - شقة الحرية:1996-خيرية - وسادسهم الزمن:1996-ضيفة الحلقات - الزيني بركات:1995-شواهي - على باب الوزير:1995-علية (ام هاني) - لا:1994-زينب (الممثلة) - الفرسان:1994-جيهان - دموع صاحبة الجلالة:1993-مديرة عنايات - اليقين:1990-روحية | - يحكى أن:1989-تمثيل وغناء - رأفت الهجان (ج1، 2، 3):1988، 1990، 1992-سيرينا أهاروني - لا إله إلا الله (ج4):1988-ساوا - سنوات الضحك والدموع:1986-ثريا - أحلى من جدول الضرب:1983-ألفت - صاحب الجلالة الحب:1983-بهيجة - زينب والعرش:1980-زوجة عبد الهادي - العنكبوت:1973-مارى عوض زوجة راغب - أصيل في السيرك الكبير-صفية ضيفة الحلقات - أمينة-نبيلة - إني خائفة-مديحة - الجوارح-ضيفة شرف |

### سهرة تليفزيونية
- بيت للبيع:2006-أم خليل
- أسم الشهرة:1996-اعتماد
- ليلة طويلة:1986-سناء
- أقوى من القانون:1986-ليلى
- أم مثالية:1981-المذيعة